# Elies Campo i Cid
Elies Campo i Cid   (Barcelona, 1983) és un enginyer de telecomunicacions, emprenedor, àngel inversor i expert en vot electrònic català. És un extreballador de WhatsApp i de Telegram, i col·laborador del grup d'investigació Citizen Lab, associat a la Universitat de Toronto, que el 2022 va destapar el Catalangate, el cas d'espionatge informàtic massiu del l'Estat espanyol contra dirigents del procés independentista català i membres de la societat civil. El cas fou descobert en bona part gràcies a l'impuls de Campo, que va ser alhora investigador i víctima d'espionatge. Campo ha reclamat la necessitat que els programaris espia com Pegasus estiguin sotmesos a una regulació: «cal un marc legal que garanteixi la transparència en el procés d'autorització del seu ús, com passa amb les armes biològiques o nuclears».

## Trajectòria
Amb 14 anys va cofundar amb un grup d'amics Sants 3 Ràdio. Més endavant, va crear una botiga de comerç electrònic que en dos anys va facturar milions de dòlars, tot i haver deixat la carrera universitària a la meitat. El 2007 va fundar l'empresa d'economia col·laborativa AlertaPhone de reparació de telèfons mòbils i altres dispositius. Dos anys més tard va llançar la plataforma de missatgeria FastDove que pretenia substituir els SMS de pagament. Va entrar a Whatsapp el 2011 i en va sortir el 2014, igual que la seva parella, Di-Ann Eisnor (que abans havia venut l'aplicació de navegació GPS gratuïta Waze a Google), després d'adquirir-la Facebook perquè va considerar que a partir d'aquell moment la companyia de missatgeria instantània trairia els seus valors fundacionals respecte al tractament poc ètic dels usuaris, entre altres qüestions per la desprotecció de les dades personals, i va passar a la competència, Telegram, també com a responsable de desenvolupament del negoci, on va treballar de finals del 2015 fins a finals del 2021.

### Catalangate
Les primeres evidències d'espionatge a dirigents independentistes van ser el setembre del 2015 per mitjà de l'ordinador de Joan Matamala, germà de Jami Matamala i amic i col·laborador de Carles Puigdemont, quan el sistema operatiu Microsoft Windows del seu ordinador de la Universitat de Girona va rebre diversos atacs.
A Elies Campo el van espiar el desembre del 2019. Ell havia assessorat la plataforma de vot digital Vocdoni, que Òmnium Cultural havia utilitzat en les seves eleccions internes. Com que treballa als Estats Units d'Amèrica (EUA) té un mòbil estatunidenc i l'empresa NSO Group, propietària de Pegasus, té prohibit d'infectar dispositius dels EUA. Per això els espies van decidir de provar una alternativa: la infecció amb el programari maliciós anomenat Devil's Tongue, desenvolupat per Candiru, una altra empresa israeliana fundada per extreballadors de NSO i que no té aquesta limitació.
Campo, dels EUA estant, va rebre el 5 de desembre del 2019 un correu electrònic que duia el remitent del Registre Mercantil de Barcelona i que tenia informació objectiva sobre una empresa que ell administrava. En el correu, l'advertien que hi havia una altra empresa, de nom semblant, que s'havia registrat al Panamà. Però el correu, que revelava un alt grau de coneixement previ de l'activitat de Campo, era fals, era un parany per a poder-li introduir a l'ordinador el programa Devil's Tongue. Tot i que l'atac no van reeixir perquè Campo no va clicar l'enllaç, els atacants no van desistir, i van pensar un pla alternatiu, amb el punt de mira en els seus pares, Elías Campo Güerri, catedràtic de patologia de la Universitat de Barcelona, i Maria Cinta Cid Xutglà, doctora de l'Hospital Clínic de Barcelona i experta reconeguda en malalties autoimmunitàries.
Poques setmanes després d'haver rebut aquell correu, Campo va viatjar dels EUA a Catalunya per a passar les festes de Nadal amb la família, i fou aleshores quan es va utilitzar Pegasus per a infectar els mòbils dels pares a través de missatges personalitzats. Així, doncs, els espies de Pegasus no solament podien accedir al contingut i a les aplicacions del mòbil i rastrejar-ne els moviments quan el dispositiu és infectat, sinó que poden activar-ne la càmera i el micròfon en qualsevol moment, fins i tot quan el mòbil està en repòs, i enregistrar les converses de tothom qui hi ha a prop.